# Hậu Mỹ Trinh
Hậu Mỹ Trinh là một xã thuộc huyện Cái Bè, tỉnh Tiền Giang, Việt Nam.

## Địa lý
Xã Hậu Mỹ Trinh tiếp giáp xã Hậu Mỹ Bắc A ở phía bắc, xã Thiện Trung ở phía tây, tiếp giáp xã Hậu Mỹ Phú ở phía nam, hướng này có một đoạn nhỏ tiếp giáp xã Hòa Khánh, ở phía đông tiếp giáp xã Mỹ Hội cùng huyện và xã Mỹ Thành Bắc của huyện Cai Lậy.
Các kênh, rạch chảy qua địa bàn xã gồm: Kênh 3, Kênh 7, Kênh 8, Kênh 9, kênh 19 Tháng 5, kênh Ba Mương, kênh Bảy Thước, kênh Cây Chôm, kênh Cây Dông, kênh Cây Dừng, kênh Cây Tràm, kênh Cống Trâu, kênh Đập Ông Tải, kênh Đường Củi Lớn, kênh Kháng Chiến, kênh Một Thước, Kênh Ngang, kênh Ông Tám, kênh Rạch Giá, Kênh Ranh, kênh Rau Đắng, kênh Tập Đoàn 26, kênh Tàu Cuốc, kênh Thôn Thừa, kênh Vườn Chuối, rạch Đường Chùa, rạch Hồng Si Na.

## Hành chính
Xã Hậu Mỹ Trinh có diện tích 31,53 km², dân số năm 1999 là 9.634 người, mật độ dân số đạt 306 người/km².
Xã Hậu Mỹ Trinh được chia thành 4 ấp: Mỹ Trinh A, Mỹ Trinh B, Mỹ Tường A, Mỹ Tường B.

## Lịch sử
Xã từng là một phần của xã Hậu Mỹ Nam, đến năm 1979 thì xã Hậu Mỹ Nam được chia thành xã Hậu Mỹ Trinh ở phía bắc và xã Hậu Mỹ Phú ở phía nam.

### Di tích
Di tích lịch sử Chiến thắng Đập Ông Tải.
Chùa Thiền Lâm xây dựng vào năm 1840, là Cơ sở thờ tự văn hóa tọa lạc tại ấp Mỹ Trinh A.

## Kinh tế – Xã hội

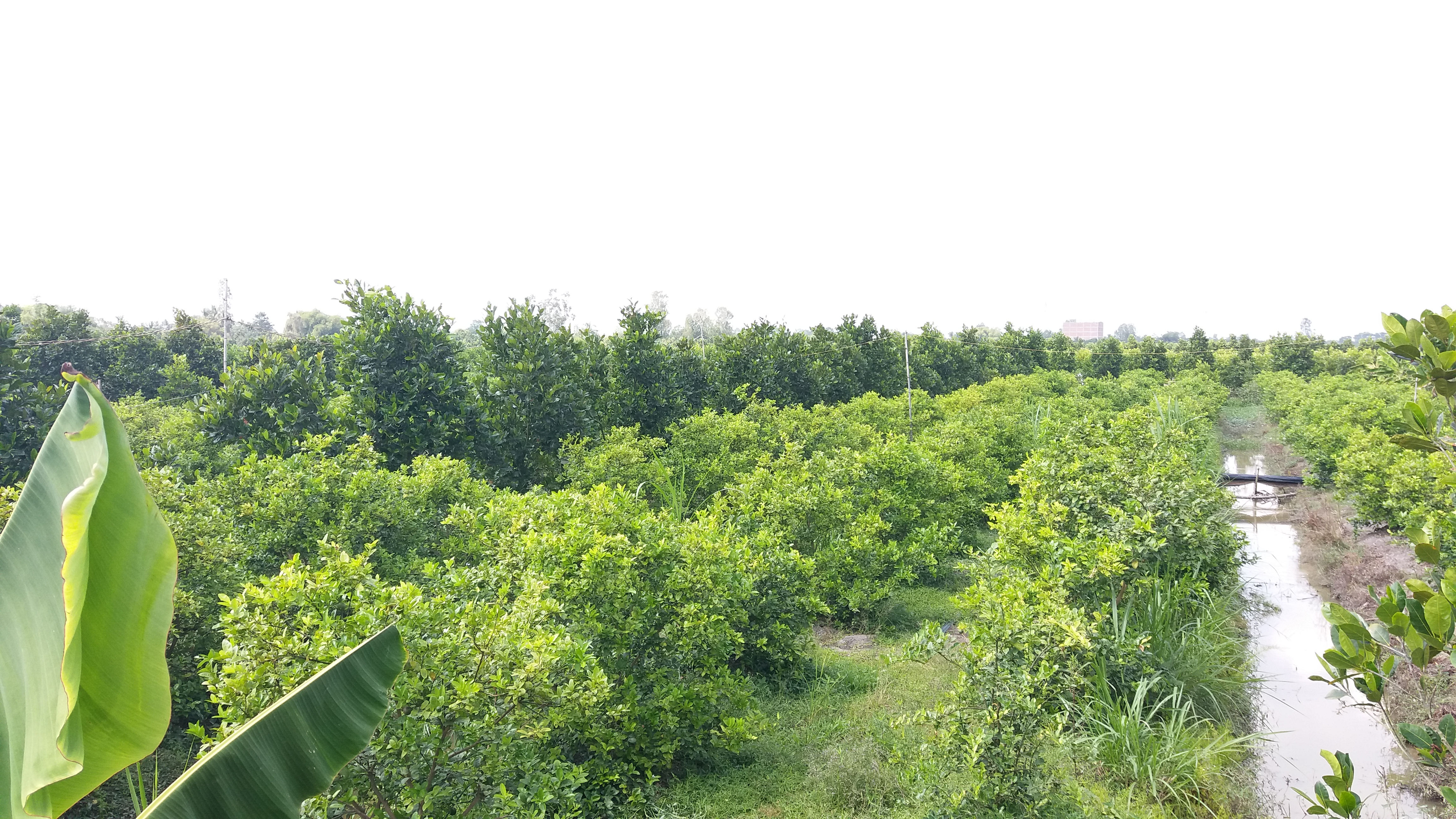
Một cánh đồng chanh và mít ở phía bắc xã.

Các trục đường chính trong xã là đường tỉnh và các đường huyện chạy ngang qua, chạy dài chủ yếu theo hướng tây bắc, đông nam. Từ tây sang đông bao gồm đoạn tỉnh lộ 869 chạy dọc theo kênh 7; đường huyện 72 nằm dọc theo kênh 8; đường huyện 69 chạy từ bắc xuống nam dọc theo kênh 9, đoạn này trên địa bàn xã có đầu phía nam giao với đường dọc kênh 8, đầu phía bắc chạy đến cầu Một Thước. Tất cả 3 trục đường quan trọng này đều là đường nhựa trong tình trạng tốt, ngoại trừ một đoạn trên đường Dọc kênh 9 từ cầu Một Thước nối dài đến chợ Xoài Tư thuộc xã khác chỉ mới rải đá xanh. Trong các trục đường chạy ngang qua xã, tỉnh lộ 869 có lưu lượng xe lớn nhất, chạy từ Quốc lộ 1 lên đến chợ Thiên Hộ, là chợ sầm uất bậc nhất huyện Cái Bè. Hầu hết các đường liên ấp trong xã chạy ngang theo hướng tây - đông đều là đường nhựa, các đường liên ấp khác đều được đổ đan.
Hầu hết dân cư trong xã sống bằng nông nghiệp, đất đai canh tác lúa. Trong năm 2017 bắt đầu chuyển đổi theo mô hình mới được gọi là "cánh đồng lớn" với việc canh tác có tổ chức 380 ha (3,8 km²), Hợp tác xã dịch vụ nông nghiệp Mỹ Trinh là hợp tác xã quy mô lớn, có nhiều cơ sở vật chất, và một nhà kho lớn. Xã cũng có mô hình lúa - cá kết hợp với diện tích 15 ha. Trong những năm gần đây nông dân đang chuyển đổi sang trồng cây ăn trái. Nhiều nhất là mít, chanh, trồng tập trung nhiều dọc theo kênh 9 trên những diện tích lớn. Dừa, xoài, chuối, ổi, nhãn phân bổ tản mác khắp xã. Xã có 50 ha trồng rau nhút. Trung tâm mua bán của xã là chợ xã Hậu Mỹ Trinh nằm chính giữa địa bàn xã, cạnh kênh 7 và tỉnh lộ 869 chạy qua. Thu nhập bình quân của người dân trong xã là 50 triệu đồng/người/năm.

## Ảnh

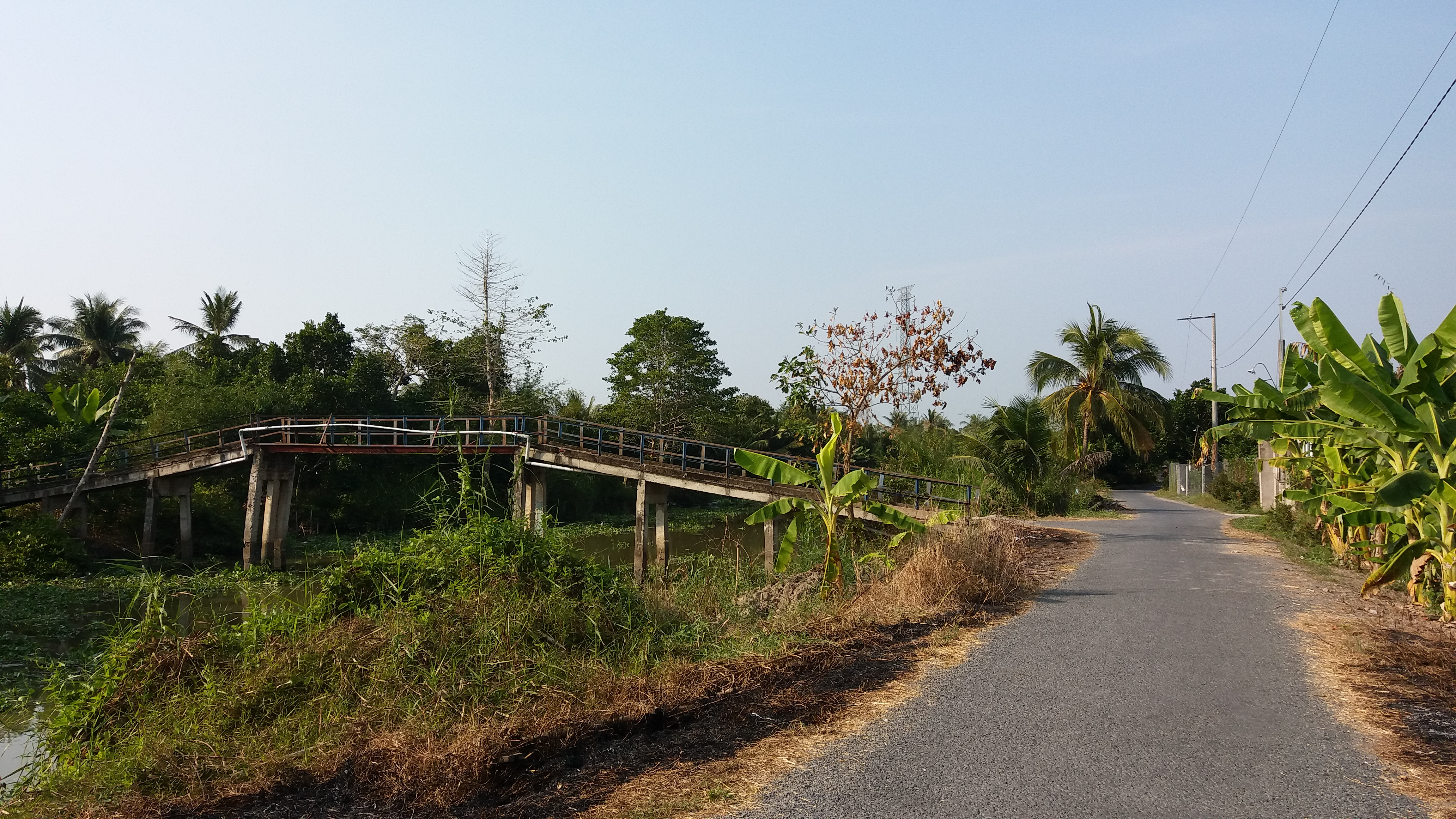
con đường dọc theo bờ đông Kênh 9.
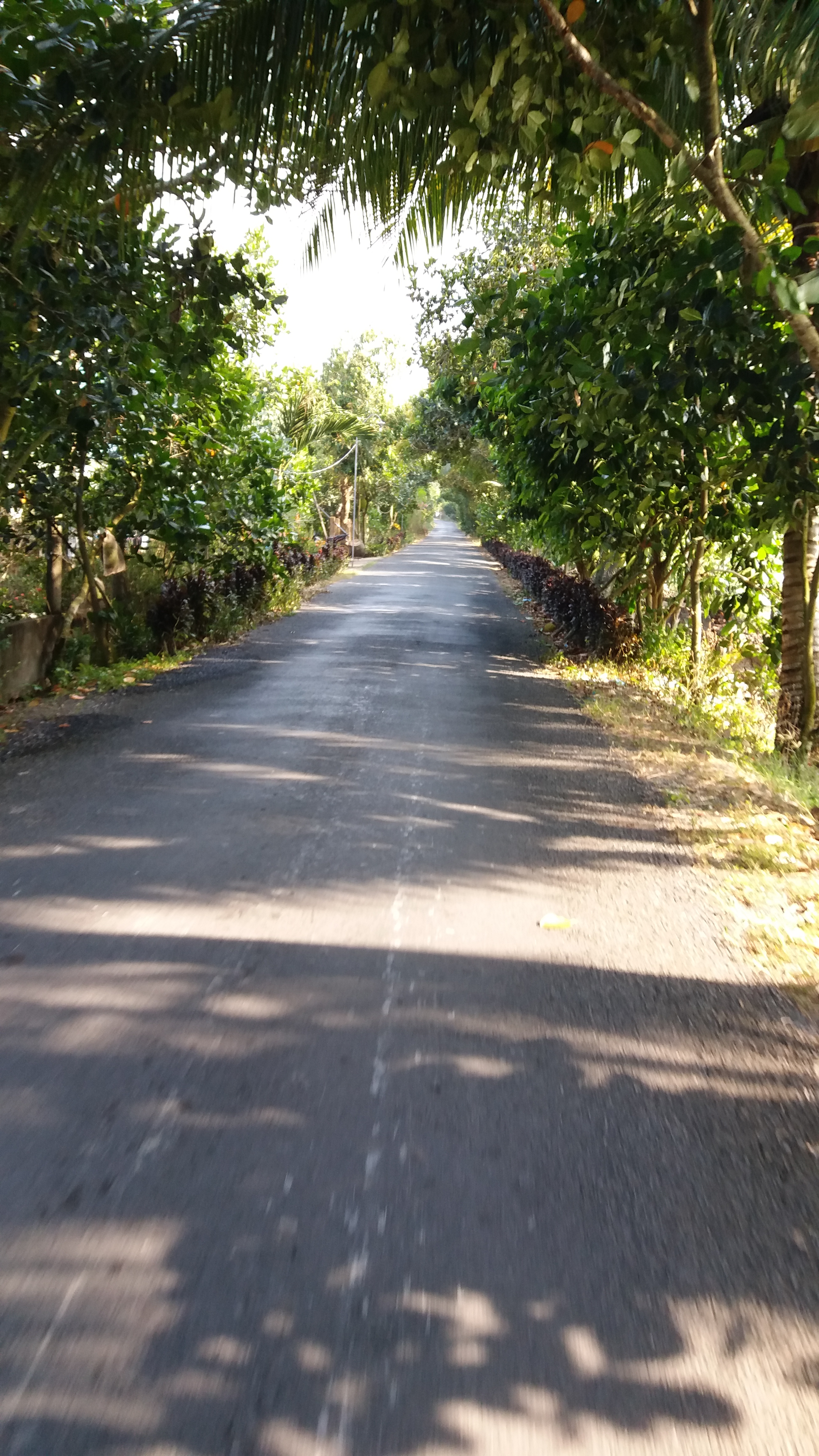
Huyện lộ 72 qua xã.
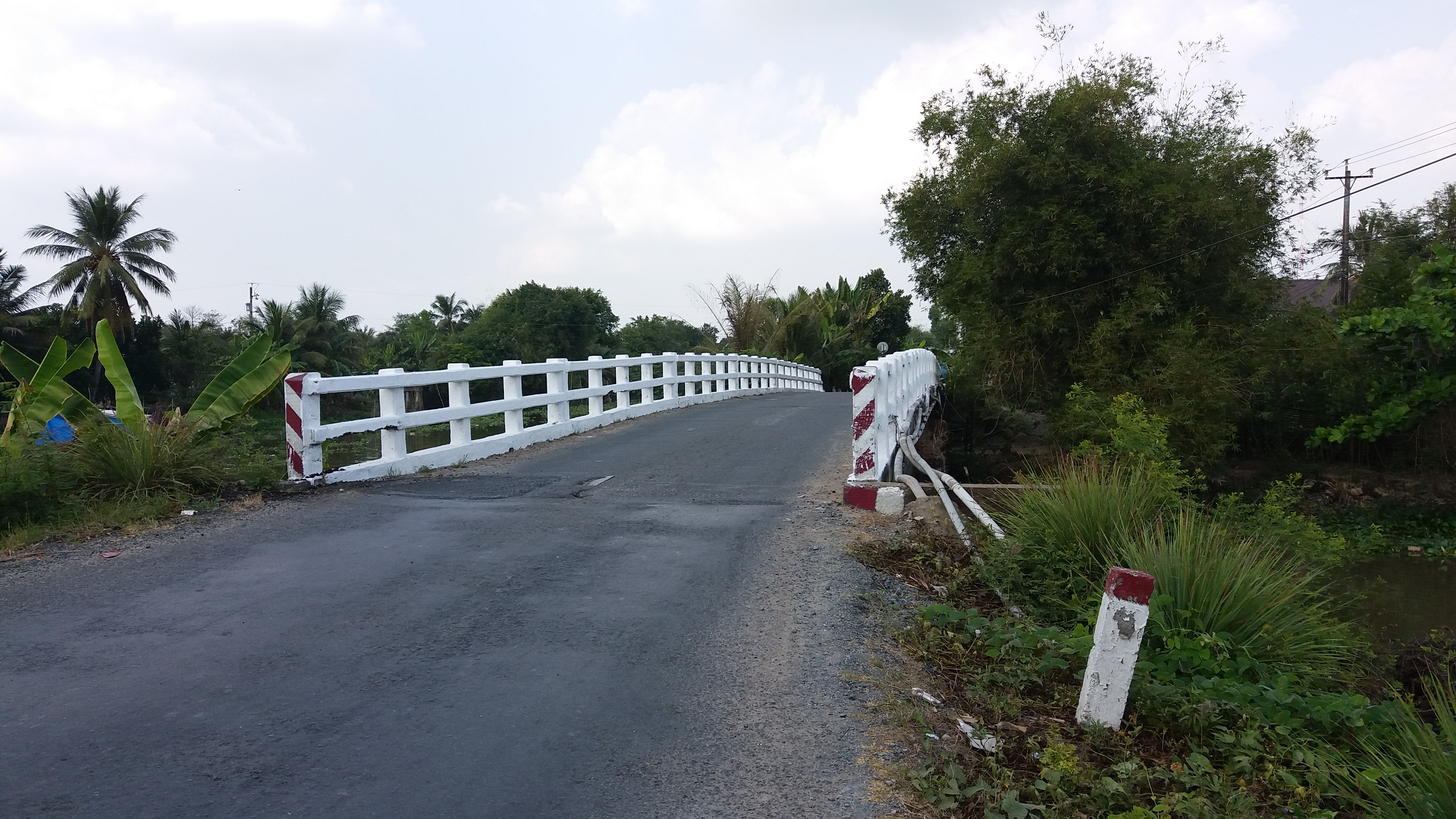
Một cầu qua sông trên Tỉnh lộ 869, cực bắc xã.
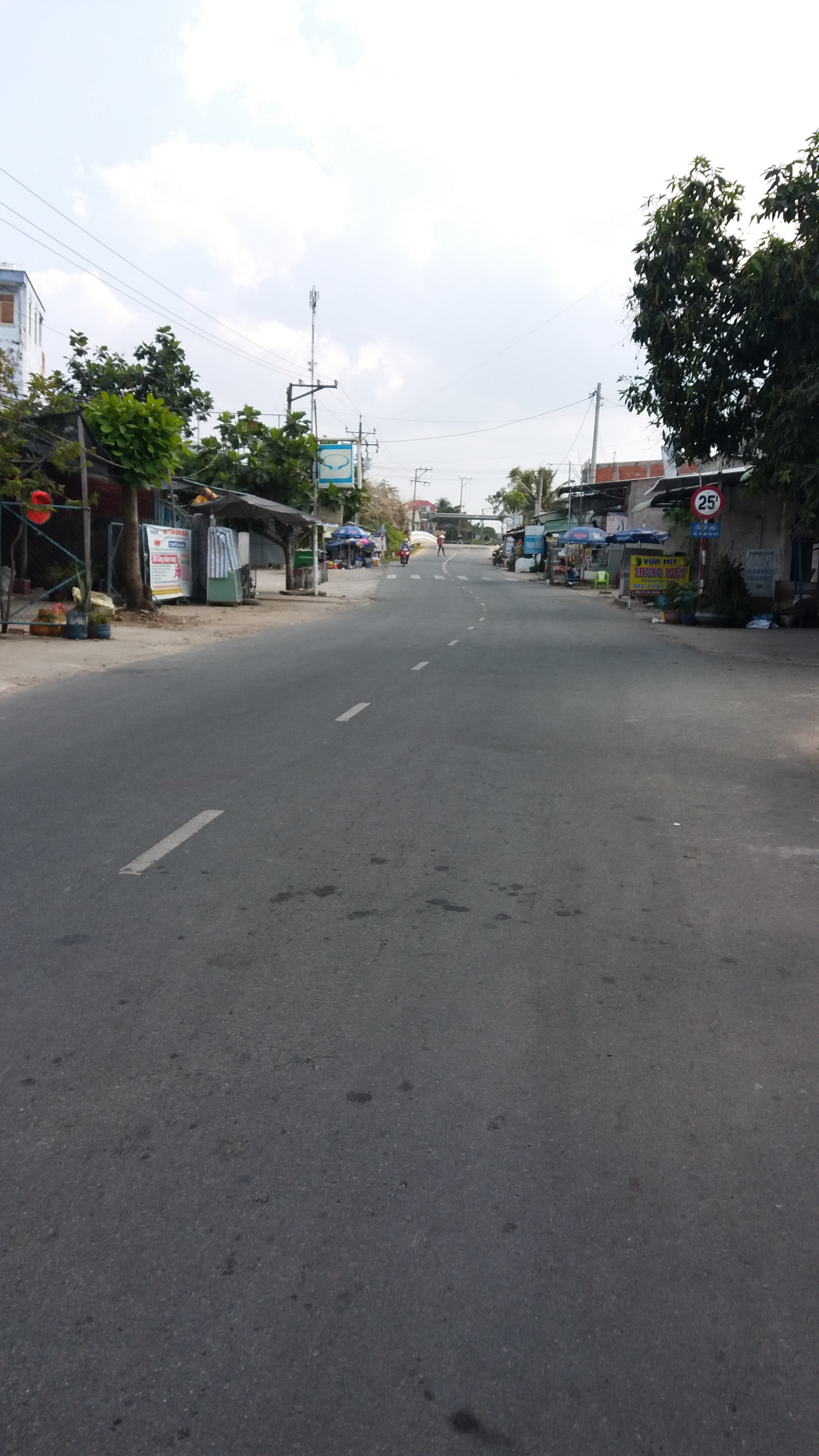
khu vực chợ Hậu Mỹ Trinh.
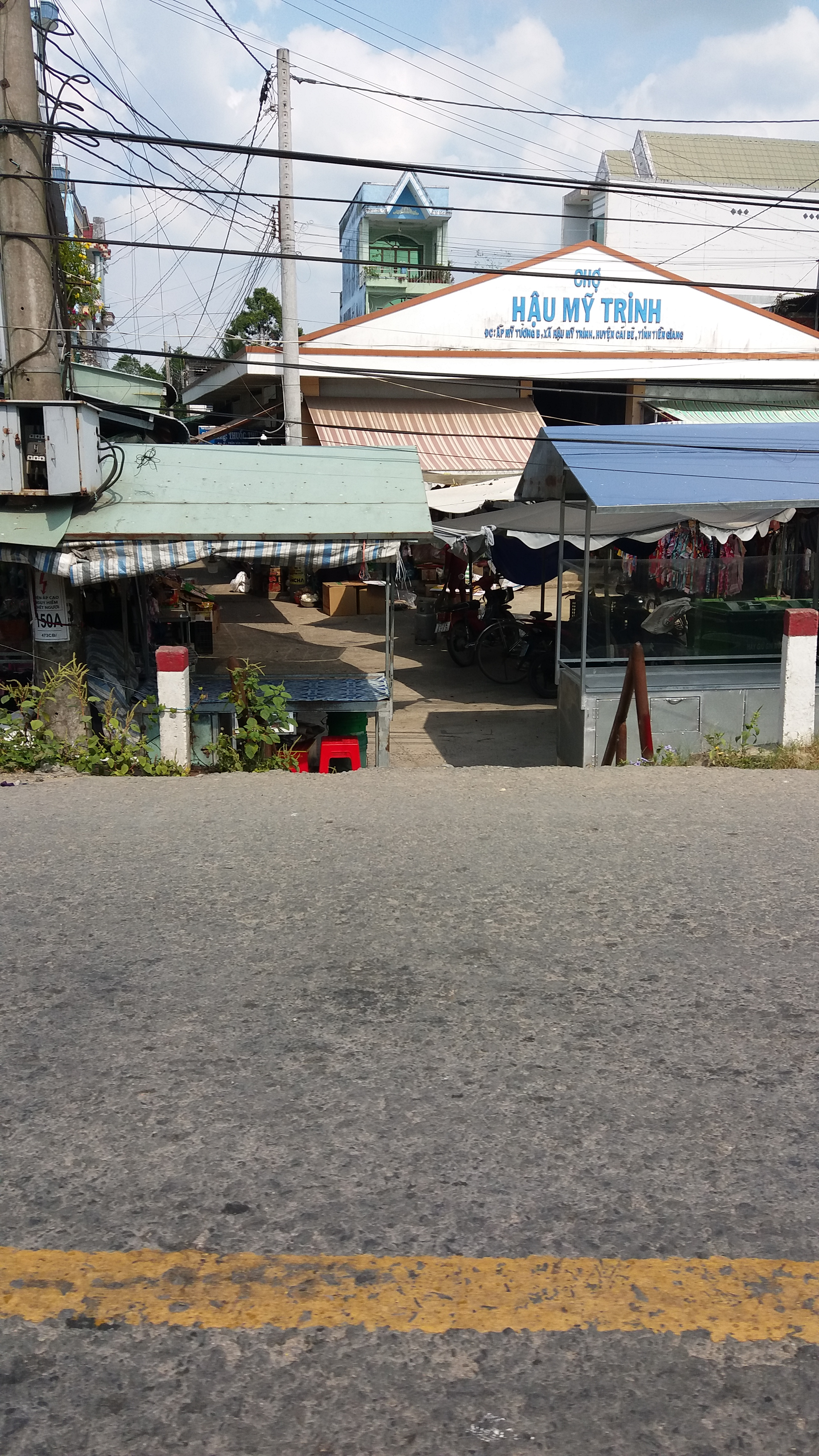
chợ Hậu Mỹ Trinh.
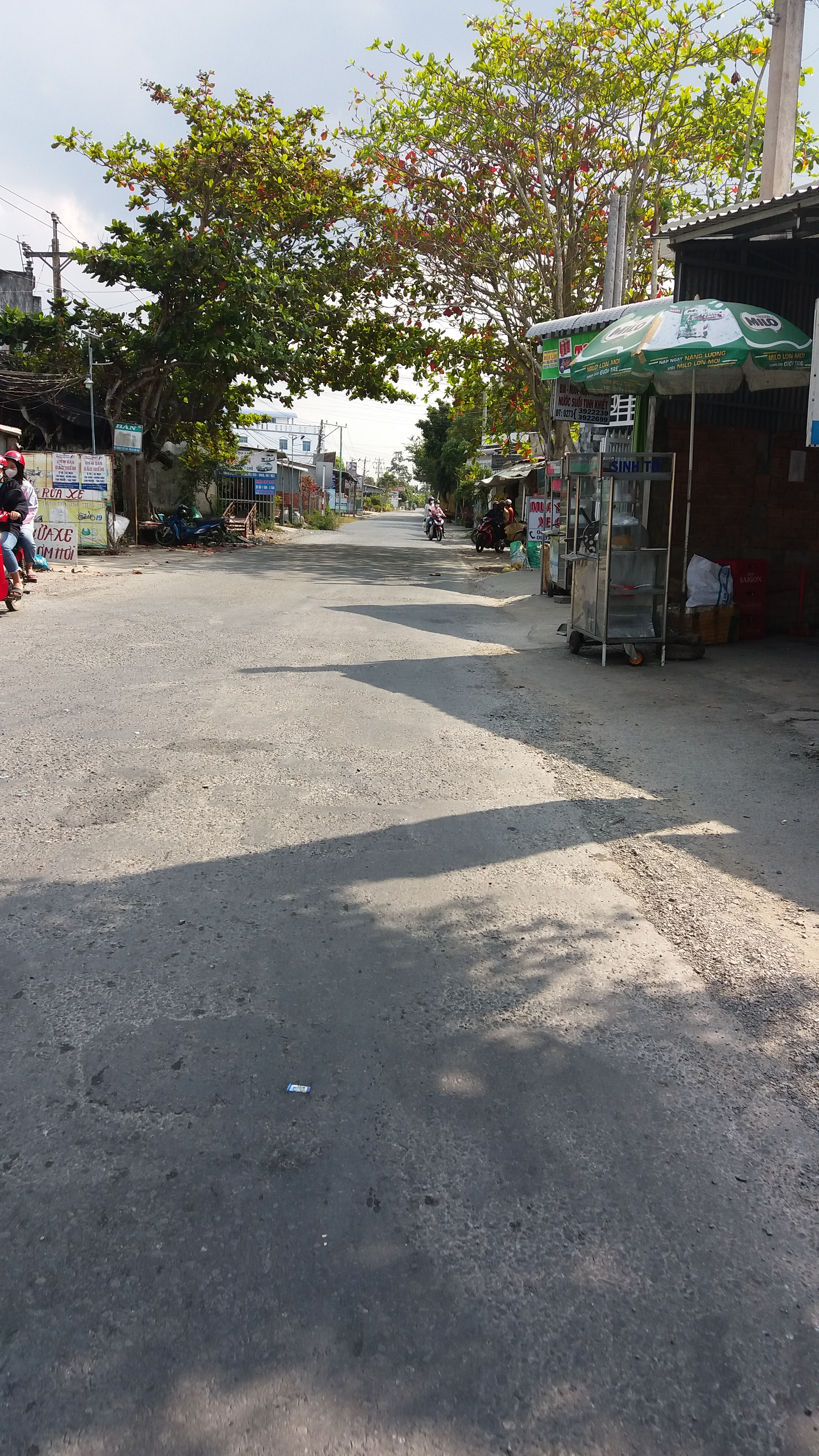
khu vực chợ Hậu Mỹ Trinh.
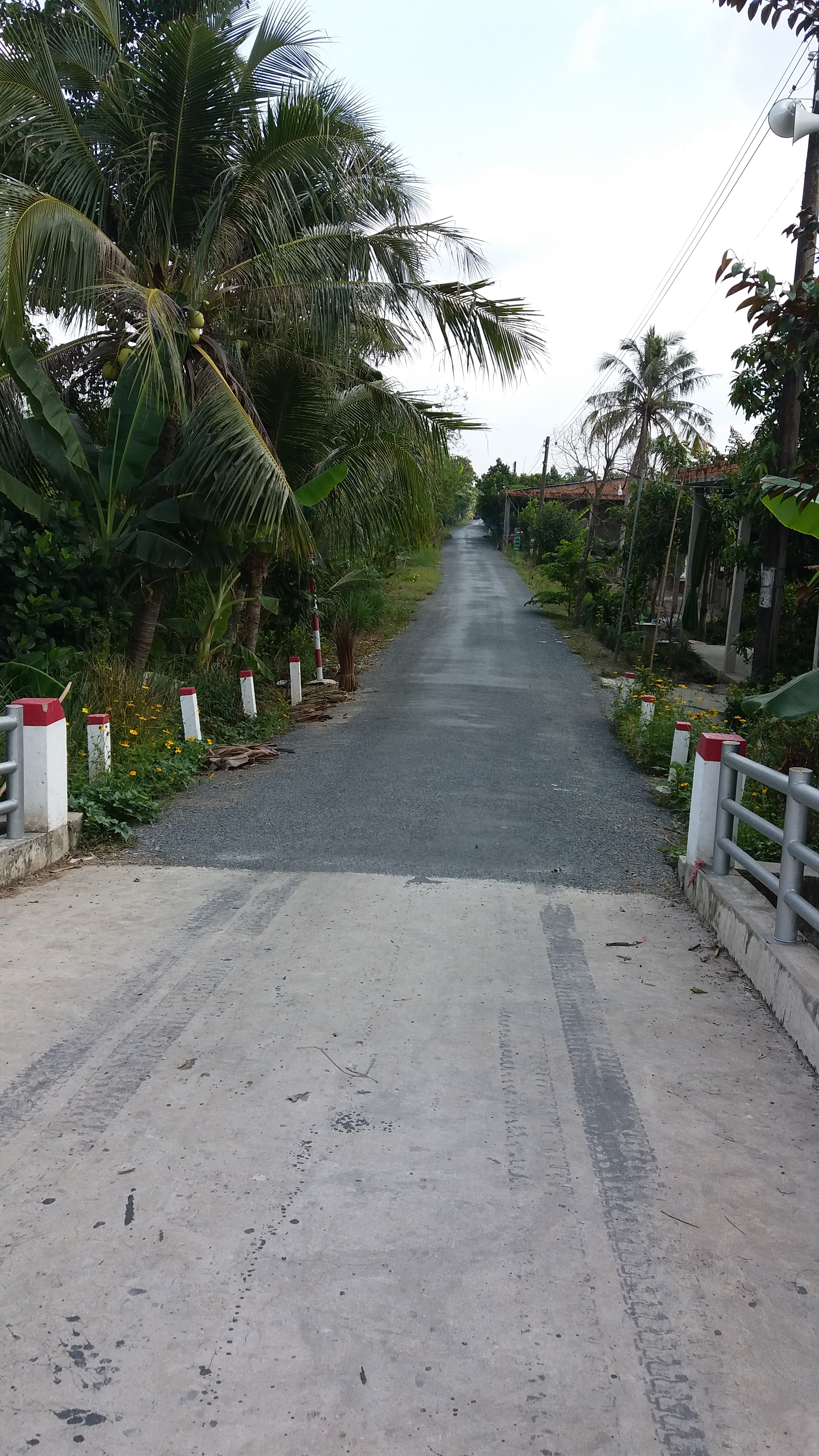
Một con đường dọc kênh 8.
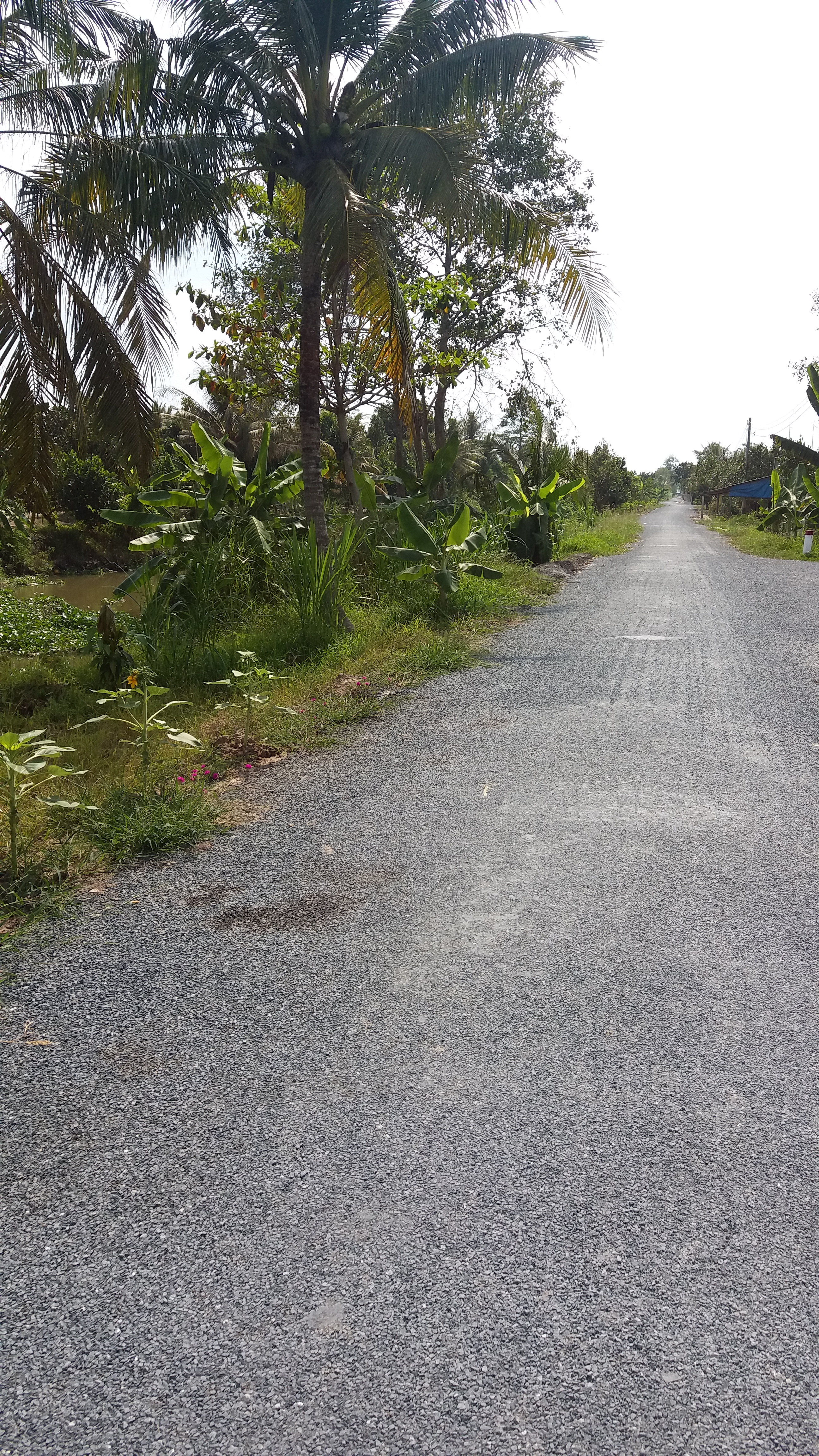
Một con đường phía bắc xã.
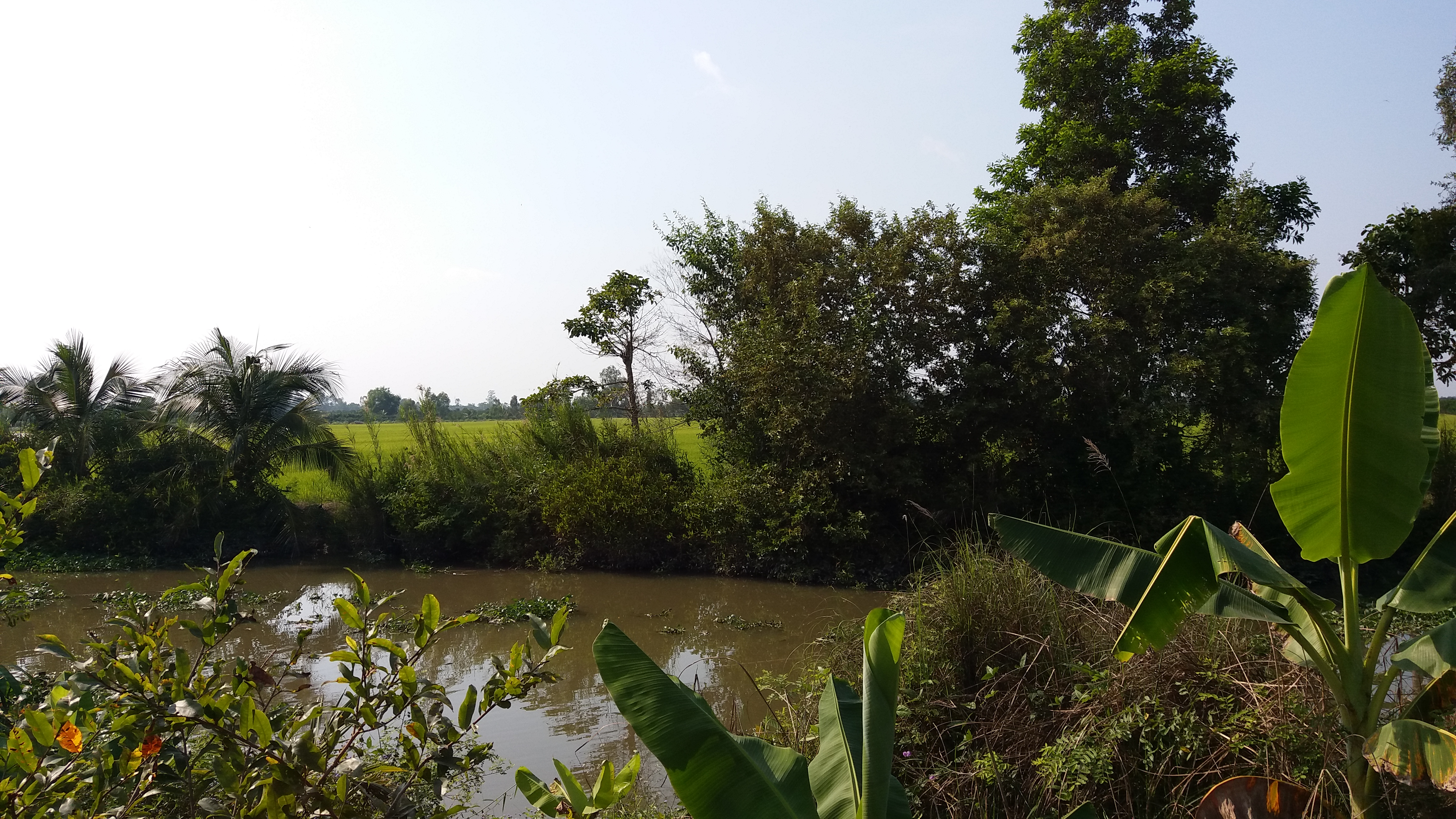
kênh Ba Mương.
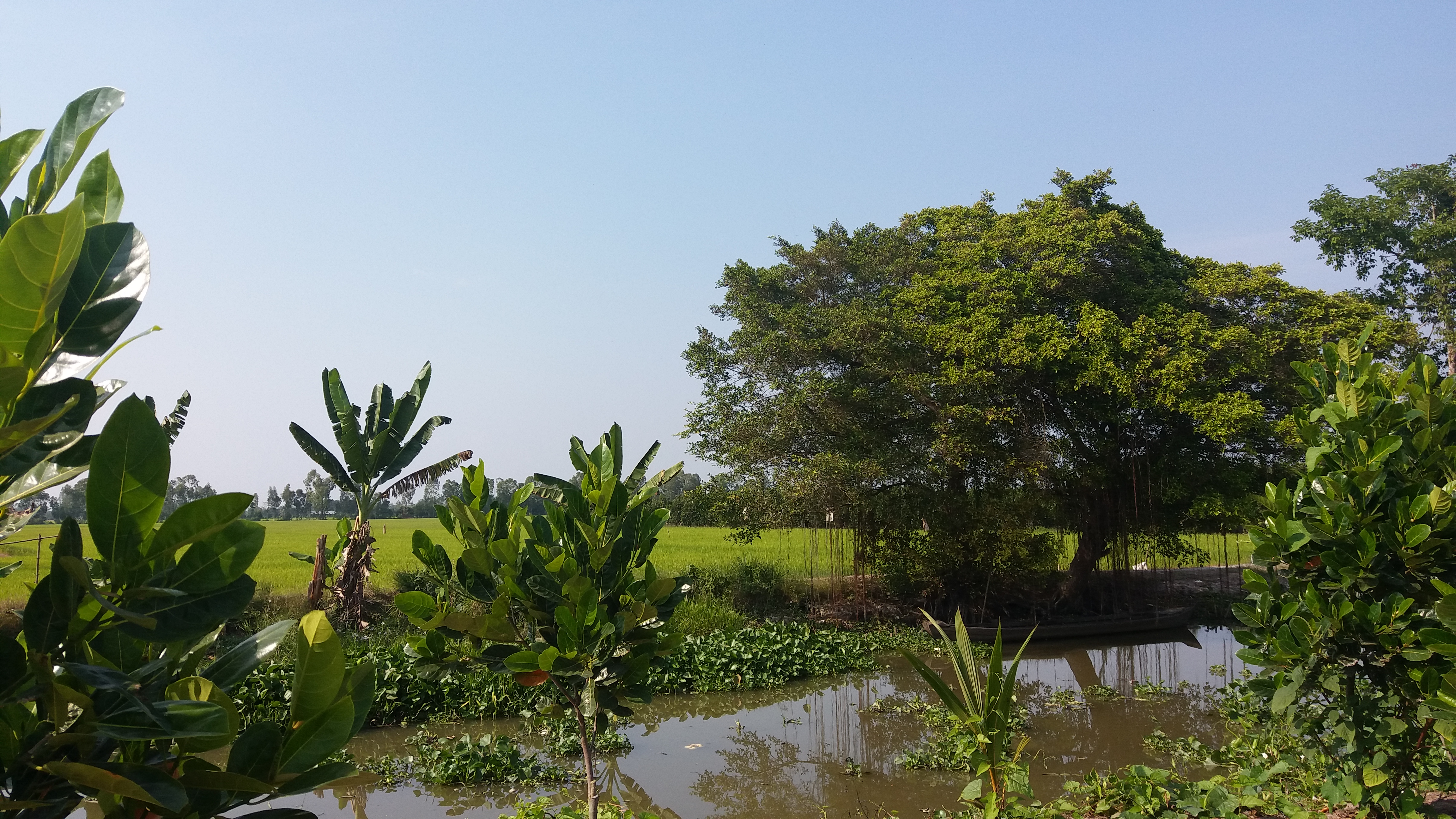
kênh Ba Mương.
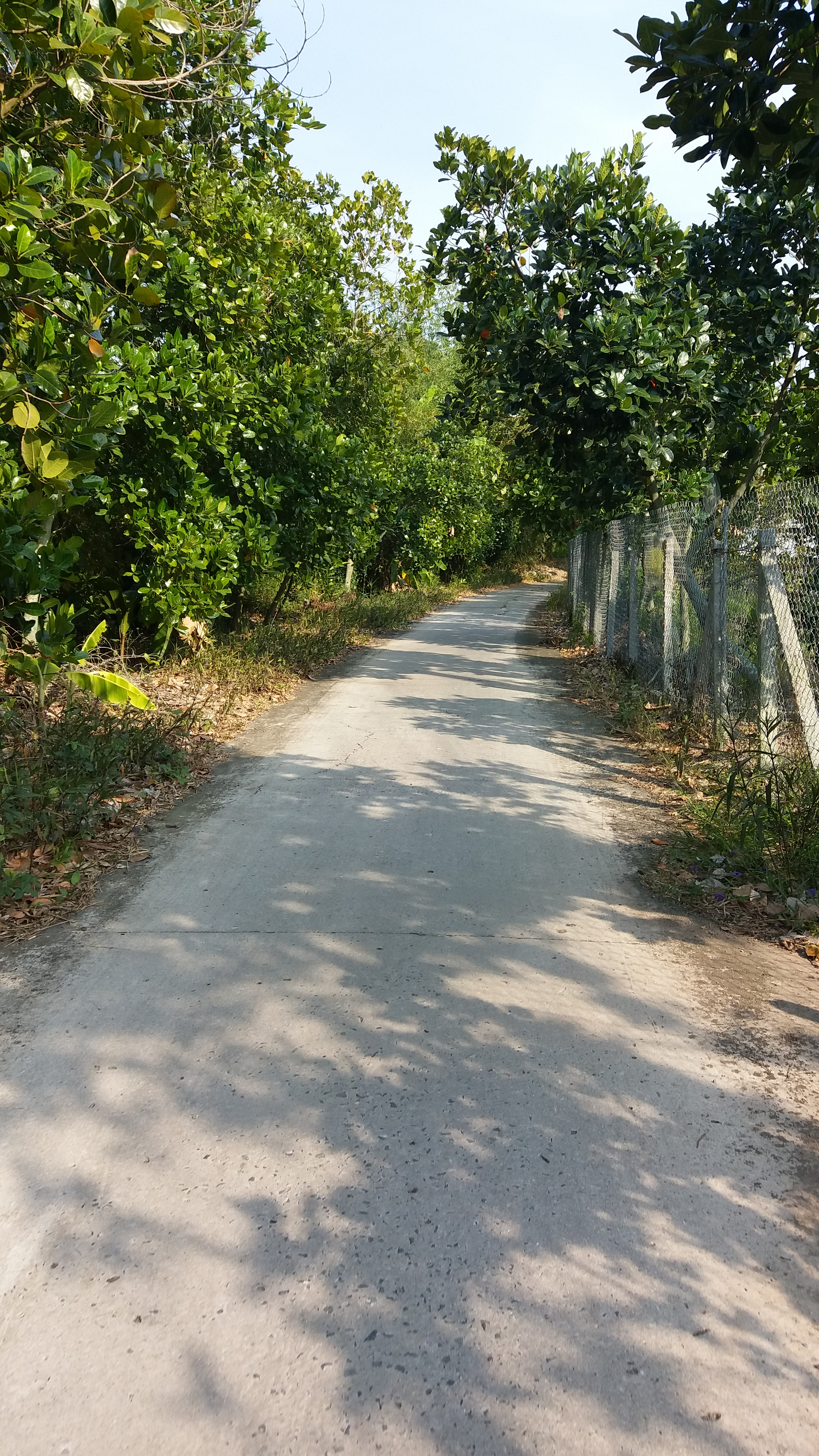
đường Nam Kênh Một Thước.
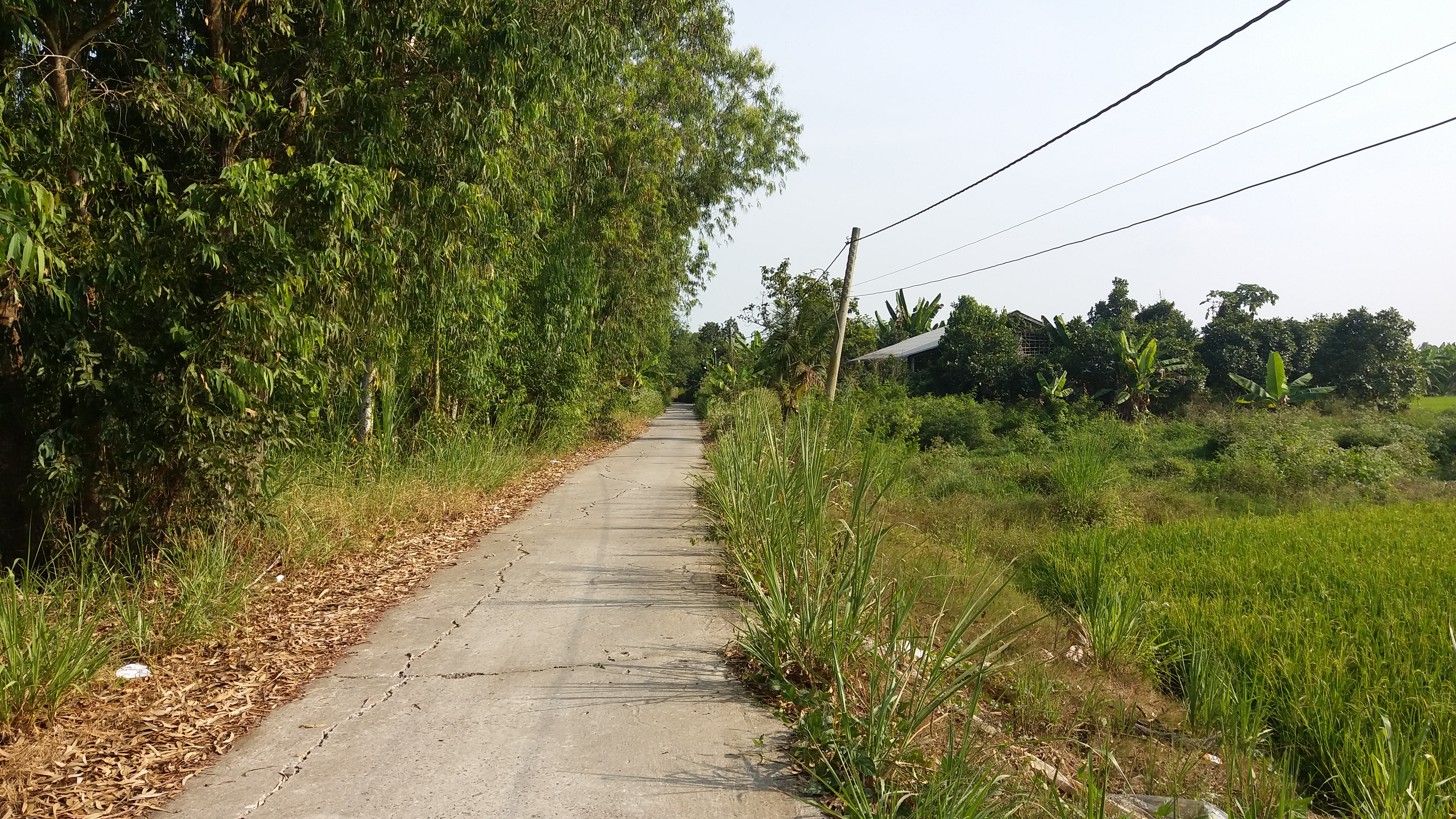
đường Nam Kênh Một Thước.
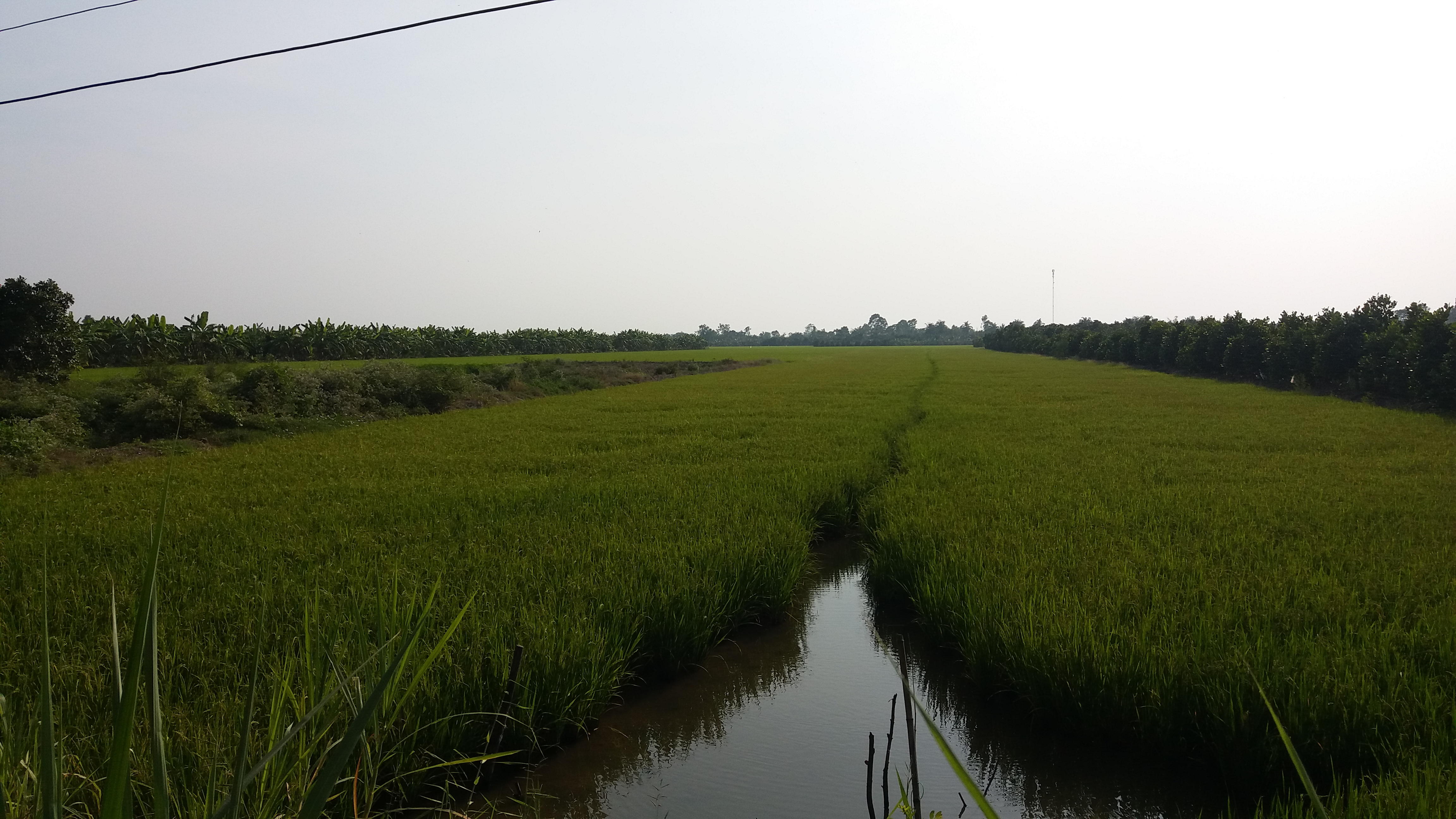
một cánh đồng, đường Nam Kênh Một Thước.